# 露通し
露通（つゆどおし）とは、篳篥を掃除する為に使われる小道具。

## 構造
篳篥の管とほぼ同じ長さの細い棒の先端に穴を開け、そこに吸湿性の高い布を通す。棒の素材には水牛の角が使われることが多い。理由は不明だが、普通の木の棒では湿気に弱く早く消耗してしまうからではないかと推測されている。

## 用途
篳篥を演奏すると、管の内部は息の水分などで湿気が充満する。露通は、内部の湿気を払拭する為に用いられる。
演奏が終了すると、篳篥の奏者は管の中に露通を入れ、中を拭いて、次の演奏までそのまま露通を篳篥の管の中に入れたままにしておく。